# Гамбурзька культура
Га́мбурзька культу́ра (нім. Hamburger Kultur, англ. Hamburgian Culture) — археологічна культура кінця палеоліту і раннього мезоліту (13000-9850 р. до н. е.).

## Територія
Нідерланди і північна Німеччина; з північної Франції, до південної Скандинавії на півночі, і до Польщі на сході. Люди культури влітку подорожували далі на північ уздовж Норвезького узбережжя, що було на 50 м нижче сьогоднішнього рівня моря. Землі були переважно тундрою; Балтійське море було льодовим озером; середня Швеція і Норвегія були вкриті льодовиком.

## Пам'ятки культури
Відкриття культури є результатом багаторічних систематичних розкопок торф'яних поселень Шлезвіг-Гольштейна. Припускають, що ці поселення були літніми стоянками, а зимові житла мисливців на оленів знаходилися у північній околиці Гарца і Рудних гір. Поселення Мейєндорф (за 20 км від сучасного Гамбурга) датується часом 13 тис. років до н. е..

## Господарство культури
Для гамбурзької культури характерні крем'яні знаряддя, що нагадують верхнепалеолітічні: кременеві наконечники стріл з виїмкою і своєрідні проколи. Поширені були знаряддя з оленячого рогу з кременевими вкладишами. Рибу і птаха вбивали одною стороною зазубреними гарпунами з рогу північного оленя, вирізаними за допомогою кремінних різців.
Житлами служили округлі і овальні намети, вкриті шкурами оленя.

## Зв'язок з іншими культурами
На південному-заходу межувала з Мадленською культурою. Змінилася Федермесер культурою і Аренсбурзькою культурою.